# Telessy Györgyi
Telessy Györgyi (eredeti neve Házy Gyöngyvér; férjezett neve Török Győzőné) (Újpest, 1940. július 1. – 2011) magyar színésznő, Házy Erzsébet opera-énekesnő húga.

## Életpályája
1939-ben települt családja Pozsonyból Újpestre, ahol édesapja hentesboltot üzemeltetett. Mind a négy gyermeke lány volt.
1959 és '63 között még Házy néven volt a Színház- és Filmművészeti Főiskola hallgatója. Pályáját az 1963–64-es évadban a Miskolci Nemzeti Színházban kezdte, majd rövid ideig a budapesti Irodalmi Színpadon szerepelt. 1966 őszétől a kaposvári Csiky Gergely Színház tagja lett. 1969-ben került vissza a fővárosba, ahol ismét az Irodalmi Színpad művésze lett. Az 1972–73-as szezontól a József Attila Színházban játszott. Pályája során prózai darabok mellett számos zenés produkcióban is feladatot kapott.
Már a diploma megszerzése évében játszott filmben,  és sokat foglalkoztatta a televízió. 1966 és '83 között tizenhét film szinkronizálásában vett részt. Ő volt a Vízipók-csodapók című rajzfilmsorozatban az egyik szinkronhang (a főcímen nevét Telessiként írták).
Nővére halála (1982 novembere) után már nem lépett fel.

## Szerepei
- Szamuil Ioszifovics Aljosin: Anna őfelsége – Alin
- Bágya András: Szókimondó Kata – Savaryné
- Berté: Három a kislány – Édi
- Büchner: Woyzeck – Käthe; Margaret
- Büchner: Leonce és Léna – Léna hercegnő
- Csiky Gergely: Buborékok – Betti
- Csurka István: Nagytakarítás – Tanárnő
- Euripidész: Élektra – címszerep
- Fejes Endre: Rozsdatemető – Eszter; Kövecses Anna
- García Lorca: Don Perlimplin... – Marcolfa
- Jean Giraudoux: A bellaci Apolló – Therese
- Goldoni: Mirandolina – Ortensia
- Gorkij: Éjjeli menedékhely – Anna
- Gorkij: Kispolgárok – Jelena Nyikolajevna; Sztyepanyida
- Görgey Gábor–Vörösmarty Mihály: Handabasa – Lidi
- Stanisław Grochowiak: Őrült Gréta – Pucér
- Györe Imre: Orfeo szerelme – Juana
- Hegedüs Géza: Versenyt a szelekkel – Ágnes
- Heltai Jenő: Úri jog – Menyasszony
- Horváth Jenő: Bekopog a szerelem – Kati
- Huszka Jenő: Aranyvirág – Bianca
- Kállai István: Férjek a küszöbön – Zsuzsi
- Kálmán Imre: Marica grófnő – Liza
- Király Dezső: Az igazi – Magda
- Kiss Károly: Minden hatalmat! – Fanni Kaplan
- Robert Merle: Sisyphus és a halál – Aristea
- Móricz Zsigmond: Úri muri – Rozika
- Németh László: Nagy család – Vera
- Raffai Sarolta: Egyszál magam – Baba
- Rostand: Cyrano de Bergerac – Klára nővér
- Sardou: A szókimondó asszonyság – Julie
- Arthur Schnitzler: A zöld kakadu – Michette
- Shakespeare: Othello – Bianca
- G. B. Shaw: A cárnő – Varinka
- Szirmai Albert: Mágnás Miska – Marcsa
- Szűcs György: Elveszem a feleségem – Kelemen Judit
- Victor Máté: Villon és a többiek – Anette
- Virágh Elemér–Szedő Lajos: Hamupipőke – címszerep
- Kurt Weill: Koldusopera – Molly
- Peter Weiss: Makinpot úr – Feleség
- Tennessee Williams: Múlt nyáron hirtelen – Catharine Holly
- [Ismeretlen szerző]–Illyés Gyula: Pathelin Péter, prókátor – Guillemette

## Filmográfia

### Játékfilmek
- A szélhámosnő (1963) – Golyó
- Az első esztendő (1966) – Klári
- Im Himmel ist doch Jahrmarkt (1969) – Springtrainerin
- A dunai hajós 1-2. (1974)
- A csillagszemű 1-2. (1977) – Fogadósné
- Szetna, a varázsló (1980) – Szolgálólány

### Tévéfilmek
- Az attasé lánya (1963) – Jutka
- Az asszony és az igazság (1966) – Júlia
- Plusz 1 fő. Zenés családi revü (1966, Házy Erzsébettel)
- A ravaszdi leányzó és az IBUSZ vendégek (1967) – Kriszta, Rózsi bizalmasa
- Máglyák Firenzében (1967)
- Irány Mexikó! (1968)
- Türelmetlen szeretők (1968) – Vera
- Valaki a sötétből (1969)
- A fekete város 1-7. (1971 [1972 mozifilmként], tévésorozat)
- Fortélyos asszonyok (1972) – Szobalány
- Tévé-ovi (1972, tévésorozat)
- Mekk Elek, az ezermester (1973, bábfilmsorozat) – Mackó lánytestvér (hang)
- Ida regénye (1974)
- Vízipók-csodapók (1974-1985, rajzfilmsorozat) – Füles csiga (+ Móricz Ildikó) (hang)
- Zöld dió (1975)
- Hungária kávéház (1976, magyar–NSZK tévésorozat)
- Az Isten is János (1977)
- Ollantay, az Andok vezére (1978) – Napszűz II.
- Szerencsétlen flótás (1981)
- Fehér rozsda (1982) – Szülő

## Szinkronszerepei

### Filmek
| Év   | Cím                                                      | Szereplő                          | Színész                | Szinkron év |
| ---- | -------------------------------------------------------- | --------------------------------- | ---------------------- | ----------- |
| 1941 | A kétarcú asszony                                        | Miss Ruth Ellis, Larry titkárnője | Ruth Gordon            | 1973        |
| 1952 | Hölgy kaméliák nélkül                                    | Giuliana                          | N/A                    | 1981        |
| 1953 | A Rajna szűze                                            | Anna Berg                         | Andrée Clément         | 1975        |
| 1955 | Marty (1. magyar szinkron)                               | Virginia                          | Karen Steele           | 1966        |
| 1964 | Egy férjes asszony                                       | Madame Celine                     | Rita Maiden            | 1983        |
| 1965 | Casanova ’70                                             | N/A                               | N/A                    | 1980        |
| 1967 | Vihar délen (1. magyar szinkron)                         | Lou McDowell                      | Faye Dunaway           | 1970        |
| 1968 | A fehér szoba                                            | N/A                               | N/A                    | 1969        |
| 1969 | 12+1 (1. magyar szinkron)                                | N/A                               | N/A                    | 1970        |
| 1969 | Katonák szoknyában                                       | N/A                               | N/A                    | 1969        |
| 1970 | A goloszejevi erdő                                       | Julija                            | Marina Geraszimenko    | 1972        |
| 1971 | A tűzüldözők                                             | N/A                               | N/A                    | 1979        |
| 1971 | Bumbaras                                                 | Szofja                            | Jekatyerina Vasziljeva | 1975        |
| 1971 | Kardiogram                                               | Teresa                            | Anna Seniuk            | 1972        |
| 1972 | Magas szőke férfi felemás cipőben                        | Paulette Lefebvre                 | Colette Castel         | 1974        |
| 1973 | A fekete herceg                                          | Nyina                             | Raisza Kurkina         | 1974        |
| 1973 | Kutyahűség                                               | N/A                               | N/A                    | 1975        |
| 1974 | A magas szőke férfi visszatér                            | Paulette Lefebvre                 | Colette Castel         | 1977        |
| 1974 | Vasárnapok Ánjával                                       | N/A                               | N/A                    | 1978        |
| 1975 | Felkavart víz                                            | Elaine Reavis                     | Helena Kallianiotes    | 1977        |
| 1977 | 2:1 a rendőrség javára – III/3. rész: A sorompóőr halála | N/A                               | N/A                    | 1978        |
| 1977 | Júlia                                                    | N/A                               | N/A                    | 1979        |
| 1980 | Amerikai nagybácsim (1. magyar szinkron)                 | Thérèse Ragueneau                 | Marie Dubois           | 1982        |
| 1982 | Lebegés                                                  | Natasa Makarova                   | Ljudmila Zorina        | 1985        |

### Sorozatok
| Év        | Cím                                                         | Szereplő                 | Színész       | Szinkron év |
| --------- | ----------------------------------------------------------- | ------------------------ | ------------- | ----------- |
| 1961-1963 | Frédi és Béni II-IV. (rajzfilmsorozat) (1. magyar szinkron) | További szereplők (hang) | N/A           | 1969-1977   |
| 1968      | Salto mortale I.                                            | Lola                     | Gitty Djamal  | 1971        |
| 1972      | A Strauss család 1-8.                                       | Lynn Farleigh            | Adele Deutsch | 1975        |